# Lambeau
Pour les articles homonymes, voir Lambeau (homonymie).

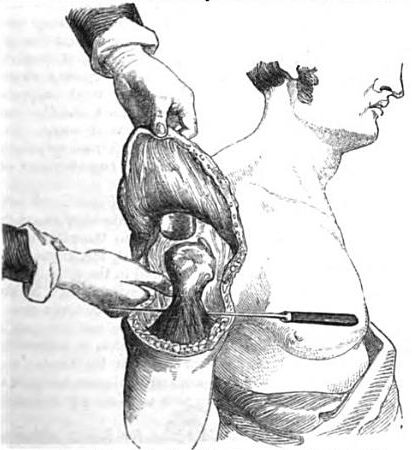
Un lambeau, gravure datée de 1858

Un lambeau est une technique chirurgicale qui permet d'apporter du tissu pour réparer une perte de substance. À la différence de la greffe, le lambeau est vascularisé (du sang arrive par une artère, et repart par une veine, on appelle pédicule cet ensemble artère/veine, pouvant contenir un nerf).

## Il existe 3 principaux types de lambeaux
- le lambeau local qui consiste à déplacer un fragment de tissu d'une région anatomique voisine (exemple faire venir la peau de la joue sur la paupière) ;

- le lambeau pédiculé pour lequel le pédicule n'est pas coupé, et le lambeau permet de faire venir d'une région distante des tissus de reconstruction (par exemple le muscle grand dorsal avec de la peau pour reconstruire la joue et la langue) ;

- le lambeau libre pour lequel le pédicule est coupé, puis réanastomosé (re-branché) à l'aide d'un microscope, pour rétablir la circulation artérielle et veineuse. Cette technique augmente considérablement les possibilités de reconstruction, puisqu'il s'agit en réalité d'une transplantation de tissu d'un endroit à un autre (autotransplantation ou autogreffe). Cette technique permet aussi de réaliser une transplantation de tissu provenant d'un autre individu de la même espèce (allotransplantation ou allogreffe).